# Globo d'oro
El Globo d'oro (internacionalmente conocido como Globo de Oro italiano) es un premio cinematográfico de la prensa extranjera acreditada en Italia que se entrega de forma anual. Se creó en 1960 y su jurado es responsabilidad de la Asociación de Prensa Extranjera de Roma.
La primera ceremonia de premios tuvo lugar en 1960 y la película ganadora fue Los Hechos de Asesinato dirigida por Pietro Germi.
La edición de 1981-1982 contó con la participación del Presidente de la República italiana Sandro Pertini.

## Categorías
- Globo de oro a la mejor película
- Globo de oro al mejor largometraje
- Globo de oro al mejor director
- Globo de oro al mejor actor
- Globo de oro a la mejor actriz
- Globo de oro al mejor actor revelación
- Globo de oro a la major actriz relevalación
- Globo de oro al mejor guion
- Globo de oro a la mejor fotografía
- Globo de oro al mejor cortometraje
- Globo de oro a la mejor banda sonora
- Globo de oro a la mejor comedia
- Globo de oro a la carrera destacada
- Gran Premio de la prensa extranjera